# Ceropegia hirsuta
Ceropegia hirsuta ist eine Pflanzenart aus der Unterfamilie der Seidenpflanzengewächse (Asclepiadoideae).

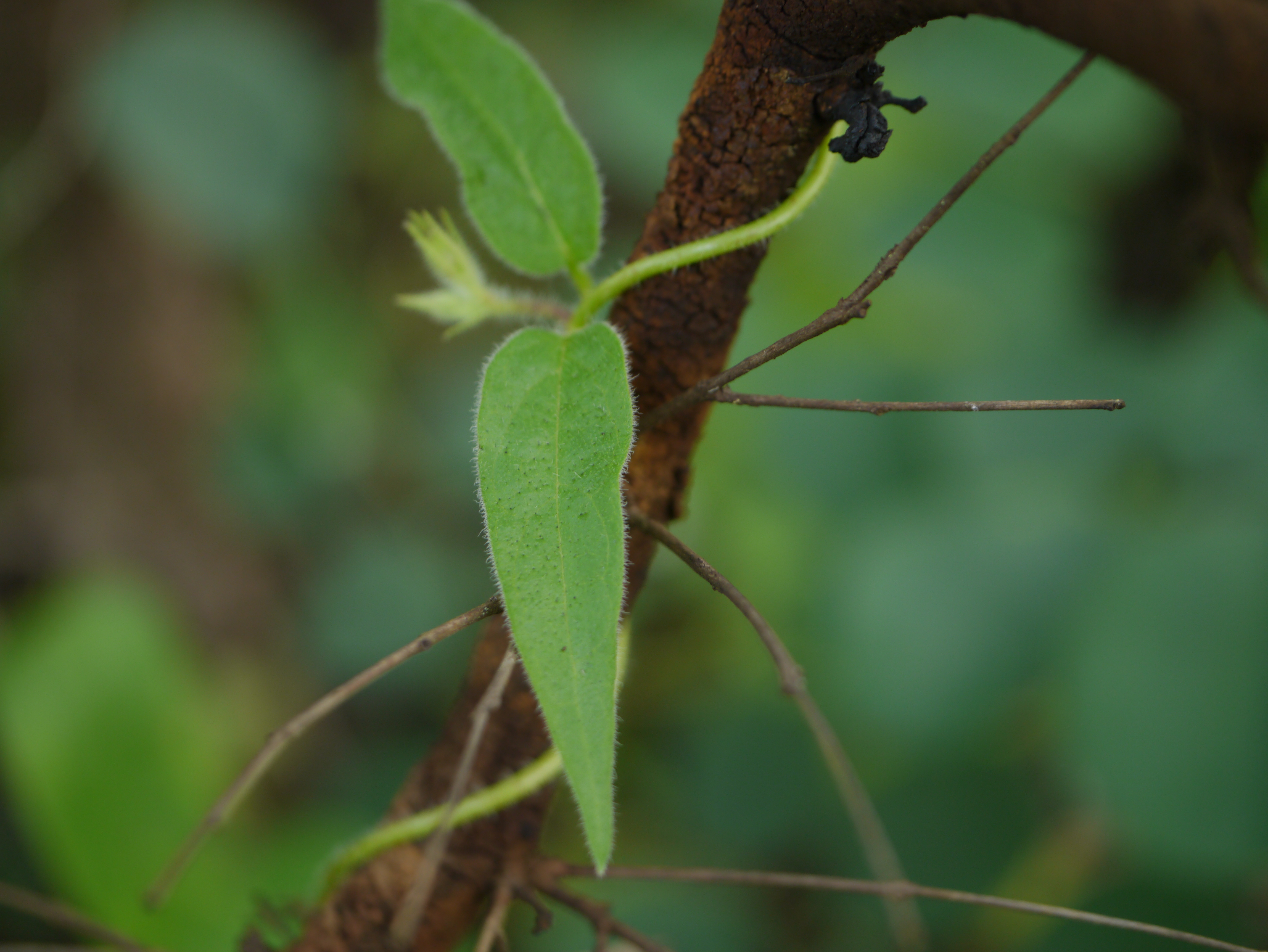
Blätter

## Merkmale

### Vegetative Merkmale
Ceropegia hirsuta ist eine ausdauernde krautige Pflanze, deren Triebe windend wachsen. Die Wurzelknollen sind abgeflacht. Die windenden Triebe ist rau behaart. Sie messen ca. 3 mm im Durchmesser. Die gegenständigen Blätter sind kurz gestielt, die Blattstiele 1 bis 2 cm lang. Die elliptische bis eiförmige Blattspreite misst 4 bis 7 cm in der Länge und 2 bis 3,5 cm in der Breite. Die Blätter sind papierdünn und sind auf Ober- und Unterseite, besonders aber an den Rändern, flaumig behaart. Die Basis ist flach gerundet, der Apex läuft spitz aus.

### Blütenstand und Blüten
Der Blütenstand entspringt den Blattachseln und ist wenigblütig. Der Blütenstandsstiel ist bis 1 cm lang und behaart. Die zwittrigen Blüten sind zygomorph und fünfzählig mit doppelter Blütenhülle. Die Blütenstiele sind 5 bis 10 mm lang und flaumig behaart. Die fünf nur an ihrer Basis verwachsenen Kelchblätter sind bei einer Länge von 5 bis 6 mm linealisch-lanzettlich. Sie sind innen kahl, außen flaumig behaart. Die fünf Kronblätter sind zu einer 4 bis 5 cm hohen, leicht gebogenen, außen glatten Blütenkrone verwachsen. Die Blütenröhre ist an der Basis stark aufgebläht (Kronkessel) und oberhalb des Kronkessels stark eingeschnürt. Die Kronröhre weitet sich allmählich zur trichterförmigen Blütenöffnung. Der Kronkessel nimmt etwa ein Drittel bis ein Viertel der Länge ein, die Röhre etwa die Hälfte. Der Kronkessel misst etwa 5 bis 8 mm in der Länge, bei einem Durchmesser von 6 bis 9 mm. Er besitzt innen im mittleren Bereich einen Haarkranz. Die Blütenkrone ist außen gelblich bis grünlich gefärbt mit purpurfarbenen Flecken oder zu Streifen gelängten Flecken im oberen Teil der Kronröhre. Die trichterförmige Blütenöffnung ist innen borstig behaart.
Die gelblichen Kronblattzipfel sind breit-eiförmig 7 bis 8 mm lang und 4 bis 4,5 mm breit. Die beiden Blätter der Kronblattzipfel (Lamina) sind entlang der Mittelrippe zurück gefaltet und bilden innen mit Haaren besetzte Kiele. Die jeweiligen äußeren Ränder der Kronblattzipfel liegen nun außen, bedingt durch das völlige Zurückbiegen der beiden Blätter; sie sind ebenfalls behaart. Die Apices der Kronblattzipfel sind verwachsen und bilden dadurch eine fast rundliche, käfigähnliche Struktur.
Die Nebenkrone ist flach-becherförmig verwachsen und sitzend. Die interstaminalen (äußeren) behaarten Zipfel sind fast rechteckig, in der Mitte eingebuchtet und seitlich in dreieckige Fortsätze auslaufend. Die Zipfel der staminalen (oder inneren) Nebenkrone sind linealisch-pfriemlich, 2,5 mm lang, spärlich behaart und aufrecht stehend. Sie neigen sich zur Mitte zusammen, die Spitzen sind hakenförmig nach außen gebogen. Es sind fünf Pollinaria vorhanden. Das gelbliche Pollinium ist eiförmig und 0,4 mm lang, mit einer dreieckigen, durchscheinenden Spitze. Das Corpusculum (Pollenträger) ist rötlichbraun und spatelförmig.

### Früchte und Samen
Die Früchte stehen aufrecht.

## Ähnliche Arten
Ceropegia hirsuta ist nahe mit Ceropegia evansii McCann und Ceropegia fantastica Sedgw.verwandt. Sie unterscheidet sich aber durch die hakenförmig gekrümmten Spitzen der Zipfel der inneren Nebenkrone von diesen Arten.

## Geographische Verbreitung und Ökologie
Die Art ist bisher aus Ubon Ratchathani, Nationalpark Pha Taem, Thailand und aus Indien (ausgenommen Himalaya-Region) beschrieben worden. Sie wächst auf sandigen Böden in Dipterocarp-Wäldern in 250 bis 300 m über Meereshöhe. Die Blütezeit ist von Juni bis August (Juli bis November).

## Taxonomie
Ceropegia hirsuta wurde 1834 von Robert Wight und George Arnott Walker Arnott erstmals beschrieben. Der Holotyp wurde im Distrikt Nilgiris in Tamil Nadu gesammelt und wird im Herbarium der Royal Gardens in Kew aufbewahrt (Eight Catalogue no.150). Synonyme sind: Ceropegia jacquemontiana Decne. (1844) = Ceropegia hirsuta var. jacquemontiana (Decne.) Hook. fil. (1883), Ceropegia ophiocephala Dalziel (1850) = Ceropegia hirsuta var. ophiocephala (Dalziel) Hook. (1883), Ceropegia hirsuta var. stenophylla Hook. fil. (1883), und Ceropegia hispida Blatter & McCann (1931). Ceropegia hirsuta wird allgemein als gültige Art angesehen.